# Bob Giltinan
Bob Giltinan, né le 4 juillet 1949 à Sydney, est un joueur de tennis australien des années 1970.

## Carrière
Jamais vainqueur d'un tournoi ATP, il a néanmoins atteint la finale de l'Australian Hardcourt en 1968 et 1970, et des championnats de Nouvelle-Zélande en 1971. En 1970, il remporte le championnat du Queensland contre Ross Case.
En 1973, il passe professionnel puis s'engage pour deux saisons sur le circuit WCT en 1975 et 1976. Absent des courts pendant un an et huit mois, il fait un retour remarqué en parvenant jusqu'en demi-finales de l'Open d'Australie de décembre 1977 alors qu'il est classé au-delà de la 300e place mondiale. Il est un des cinq joueurs de l'ère Open à être parvenu en demi-finale d'un tournoi du Grand Chelem en tant que qualifié.

## Palmarès

### Titre en simple messieurs
| No | Date       | Nom et lieu du tournoi                     | Catégorie | Surface      | Finaliste | Score    |  |
| -- | ---------- | ------------------------------------------ | --------- | ------------ | --------- | -------- |  |
| 1  | 03-06-1974 | Surrey Grass Court Championships, Surbiton |           | Gazon (ext.) | Syd Ball  | 6-3, 6-2 |  |

### Finale en simple messieurs
| No | Date       | Nom et lieu du tournoi                       | Catégorie | Surface  | Vainqueur    | Score        |          |  |
| -- | ---------- | -------------------------------------------- | --------- | -------- | ------------ | ------------ | -------- |  |
| 1  | 09-07-1973 | Tournoi de tennis du Pays de Galles, Newport |           | 25 000 $ | Gazon (ext.) | Roger Taylor | 9-8, 8-6 |  |

### Titres en double messieurs
| No | Date       | Nom et lieu du tournoi                      | Catégorie | Dotation | Surface      | Partenaire   | Finalistes                    | Score    |  |
| -- | ---------- | ------------------------------------------- | --------- | -------- | ------------ | ------------ | ----------------------------- | -------- |  |
| 1  | 03-06-1974 | Northern Lawn Tennis Tournament Manchester  |           | NC $     | Gazon (ext.) | Syd Ball     | W. Perkins Pancho Walthall    | 6-2, 6-3 |  |
| 2  | 07-08-1978 | Tournoi de tennis de Columbus Columbus (OH) |           | 75 000 $ | Terre (ext.) | Colin Dibley | Marcello Lara Eliot Teltscher | 6-2, 6-3 |  |
| 3  | 01-01-1979 | Hobart Open Hobart                          |           | 50 000 $ | Gazon (ext.) | Phil Dent    | Ion Țiriac Guillermo Vilas    | 8-6      |  |

### Finales en double messieurs
| No | Date       | Nom et lieu du tournoi                              | Catégorie | Dotation | Surface      | Vainqueurs                  | Partenaire   | Score            |          |
| -- | ---------- | --------------------------------------------------- | --------- | -------- | ------------ | --------------------------- | ------------ | ---------------- | -------- |
| 1  | 09-07-1973 | Tournoi de tennis du Pays de Galles Newport         |           | 25 000 $ | Gazon (ext.) | Byron Bertram William Lloyd | Ray Keldie   | Finale non jouée |          |
| 2  | 24-12-1973 | Australian Open Melbourne                           | G. Chelem | NC $     | Gazon (ext.) | Ross Case Geoff Masters     | Syd Ball     | 6-7, 6-3, 6-4    | Parcours |
| 3  | 10-07-1978 | Miller Lite Hall of Fame Championships Newport (RI) |           | 75 000 $ | Gazon (ext.) | Tim Gullikson Tom Gullikson | Colin Dibley | 6-4, 6-4         |          |

### Titre en double mixte
| No | Date       | Nom et lieu du tournoi                        | Catégorie | Surface      | Partenaire       | Finalistes                 | Score    |          |
| -- | ---------- | --------------------------------------------- | --------- | ------------ | ---------------- | -------------------------- | -------- | -------- |
| 1  | 31-10-1970 | Australian Hard Court Championships Toowoomba |           | Terre (ext.) | Evonne Goolagong | Patricia Edwards Ross Case | 7-5, 6-4 | Parcours |

### Finale en double mixte
| No | Date       | Nom et lieu du tournoi                | Catégorie | Surface      | Vainqueurs                    | Partenaire       | Score   |          |
| -- | ---------- | ------------------------------------- | --------- | ------------ | ----------------------------- | ---------------- | ------- | -------- |
| 1  | 08-06-1970 | Rothmans Kent Championships Beckenham |           | Gazon (ext.) | Annette Van Zyl Frew McMillan | Evonne Goolagong | Partage | Parcours |

## Parcours dans les tournois duGrand Chelem

### En simple
N.B. : à droite du résultat se trouve le nom de l'ultime adversaire.

### En double
| Année | Open d'Australie           | Open d'Australie        | Internationaux de France   | Internationaux de France | Wimbledon                 | Wimbledon                | US Open                  | US Open                | Open d'Australie            | Open d'Australie       |
| ----- | -------------------------- | ----------------------- | -------------------------- | ------------------------ | ------------------------- | ------------------------ | ------------------------ | ---------------------- | --------------------------- | ---------------------- |
| 1968  | —                          | —                       | 1/8 de finale Phil Dent    | I. Năstase Ion Țiriac    | 1er tour (1/32) Phil Dent | Roy Emerson Rod Laver    | —                        | —                      | n.o.                        | n.o.                   |
| 1969  | 1er tour (1/16) Syd Ball   | Bill Bowrey Ray Ruffels | 1er tour (1/64) Syd Ball   | Jan Kodeš Jan Kukal      | 1er tour (1/32) Syd Ball  | Brian Fairlie Onny Parun | —                        | —                      | n.o.                        | n.o.                   |
| 1970  | 1/2 finale Syd Ball        | J. Alexander Phil Dent  | —                          | —                        | 1er tour (1/32) Syd Ball  | P. Barthes N. Pilić      | —                        | —                      | n.o.                        | n.o.                   |
| 1971  | 1/8 de finale Syd Ball     | Bill Bowrey O. Davidson | —                          | —                        | —                         | —                        | —                        | —                      | n.o.                        | n.o.                   |
| 1972  | 1/4 de finale G. Perkins   | O. Davidson K. Rosewall | —                          | —                        | —                         | —                        | —                        | —                      | n.o.                        | n.o.                   |
| 1973  | 1/8 de finale Syd Ball     | M. Anderson J. Newcombe | —                          | —                        | 1er tour (1/32) Syd Ball  | A. McDonald J. Simpson   | —                        | —                      | n.o.                        | n.o.                   |
| 1974  | Finale Syd Ball            | Ross Case G. Masters    | —                          | —                        | 1/8 de finale Syd Ball    | J. Alexander Phil Dent   | —                        | —                      | n.o.                        | n.o.                   |
| 1975  | 1/8 de finale N. Fraser    | Dick Crealy Ray Keldie  | —                          | —                        | —                         | —                        | —                        | —                      | n.o.                        | n.o.                   |
| 1976  | 1/8 de finale J. Bartlett  | C. Pasarell Stan Smith  | —                          | —                        | —                         | —                        | —                        | —                      | n.o.                        | n.o.                   |
| 1977  | 1er tour (1/16) J. Trickey | G. Vilas Ion Țiriac     | —                          | —                        | —                         | —                        | —                        | —                      | 1er tour (1/16) A. Gardiner | M. Anderson B. Drewett |
| 1978  | n.o.                       | n.o.                    | 1er tour (1/32) J. Trickey | G. Goven J.-L. Haillet   | 2e tour (1/16) J. Trickey | Gene Mayer Hank Pfister  | 2e tour (1/16) D. Crealy | J. Alexander Phil Dent | 1er tour (1/16) D. Crealy   | P. Kronk C. Letcher    |
| 1979  | n.o.                       | n.o.                    | —                          | —                        | 1er tour (1/32) C. Kachel | B. Gottfried R. Ramírez  | —                        | —                      | —                           | —                      |

N.B. : le nom du ou de la partenaire se trouve sous le résultat ; le nom des ultimes adversaires se trouve à droite.